# Ковский Врх
Ковский Врх (словен. Kovski Vrh) — поселення в общині Шкофя Лока, Горенський регіон, Словенія. Висота над рівнем моря: 689,7 м.